# Acalanes Ridge, Kalifornija
Acalanes Ridge je naseljeno područje za statističke svrhe u američkoj saveznoj državi Kalifornija. Prema popisu stanovništva iz 2010. u njemu je živjelo 1,137 stanovnika.